# Constituição russa de 1993
Essa é a Constituição russa em vigor. Se procura pelas Constituições que a antecederam, consulte Constituição russa de 1906, 1918, 1937 ou 1978.

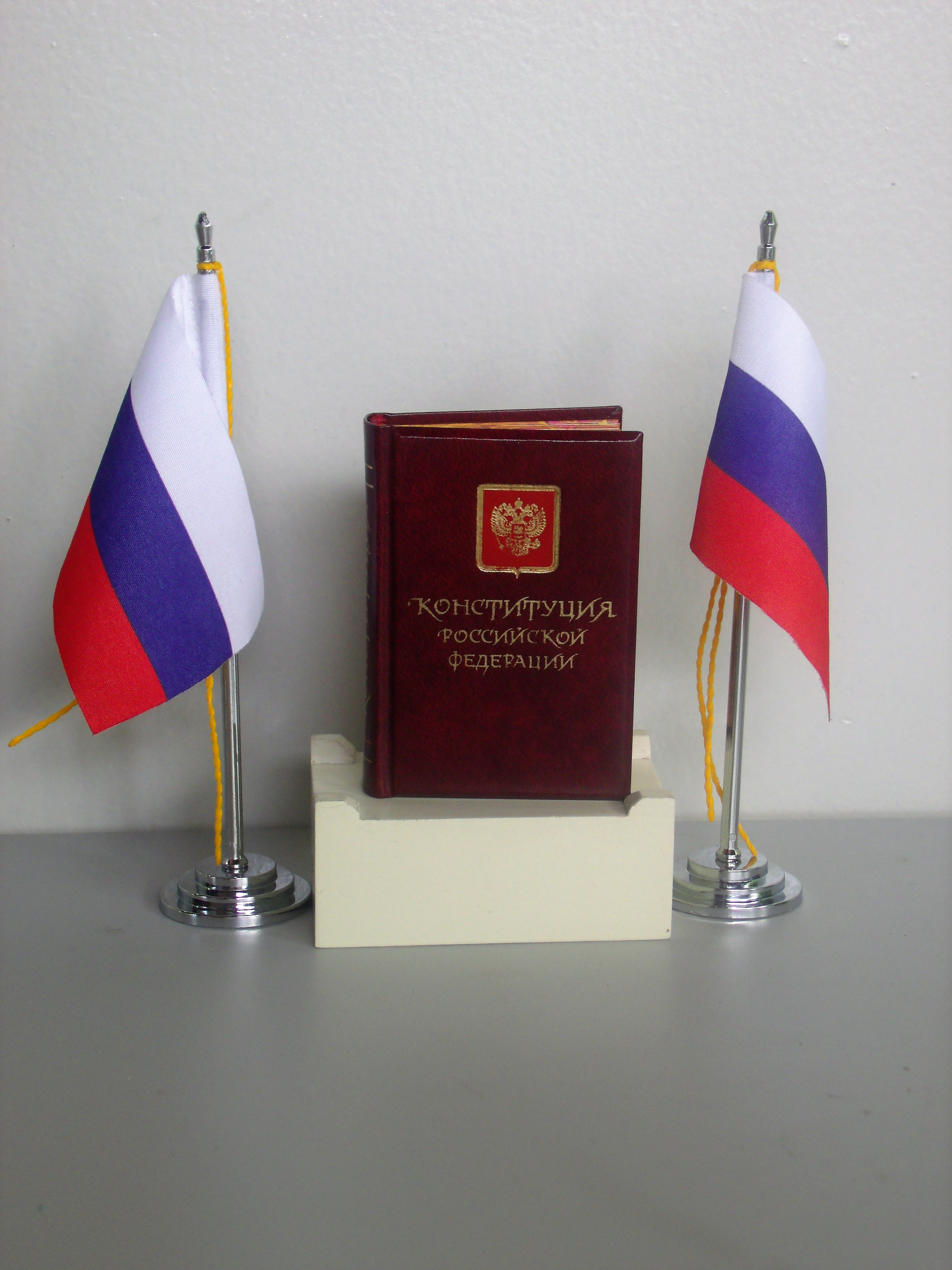
Exemplar especial em mini livro de colecionismo.

A Constituição russa de 1993 é a força legal suprema vigente da Federação Russa, que inclui princípios da ordem constitucional e do governo federal. É o mais alto ato normativo que deve ser defendido pelo Presidente da Federação. Adotada em 12 de dezembro de 1993, após a Crise constitucional que levou a um referendo, a Constituição de 1993 substituiu a Constituição russa de 1978, criada quando a Rússia ainda estava sob domínio da União Soviética, e portanto sob o controle da Constituição soviética de 1977. Em 25 de dezembro de 1993, a Constituição foi oficializada.

## História
No final de 1991, as repúblicas que formavam a União Soviética declaravam independência. Em 12 de junho do mesmo ano, a Rússia Soviética, o centro político da URSS, declarava a própria independência. A União Soviética, contudo, não reconheceu a independência de sua maior república. Foi então que se emergiu a "guerra legal", na qual os dois sistemas judiciários — da Rússia e da União Soviética — passaram a se confrontar. A Rússia adotaria a Constituição russa de 1978, criada ainda sob o domínio soviético.
Em meados de 1993, ficou claro que deveria ser estabelecida uma nova Constituição. O então presidente russo, Boris Iéltsin, apresentou seu projeto constitucional para o Soviete Supremo, o antigo parlamento russo, que se negou a aceitar, já que o próprio Soviete era responsável pela escolha da Constituição do país. Começaria então a Crise constitucional russa de 1993, na qual o presidente Iéltsin, em defesa de sua Constituição, entraria em conflito com o Soviete, chefiado por Alexander Rutskoi, que defendia a supremacia do Legislativo sobre a Constituição. Após violentos combates, Iéltsin, com o apoio do exército e polícia, consegue dissolver o parlamento, adotando poder absoluto e fazendo sua Constituição passar por um referendo popular. Em 12 de dezembro de 1993, a nova Constituição foi aprovada pelo povo russo. Treze dias depois, ela entraria em vigor.

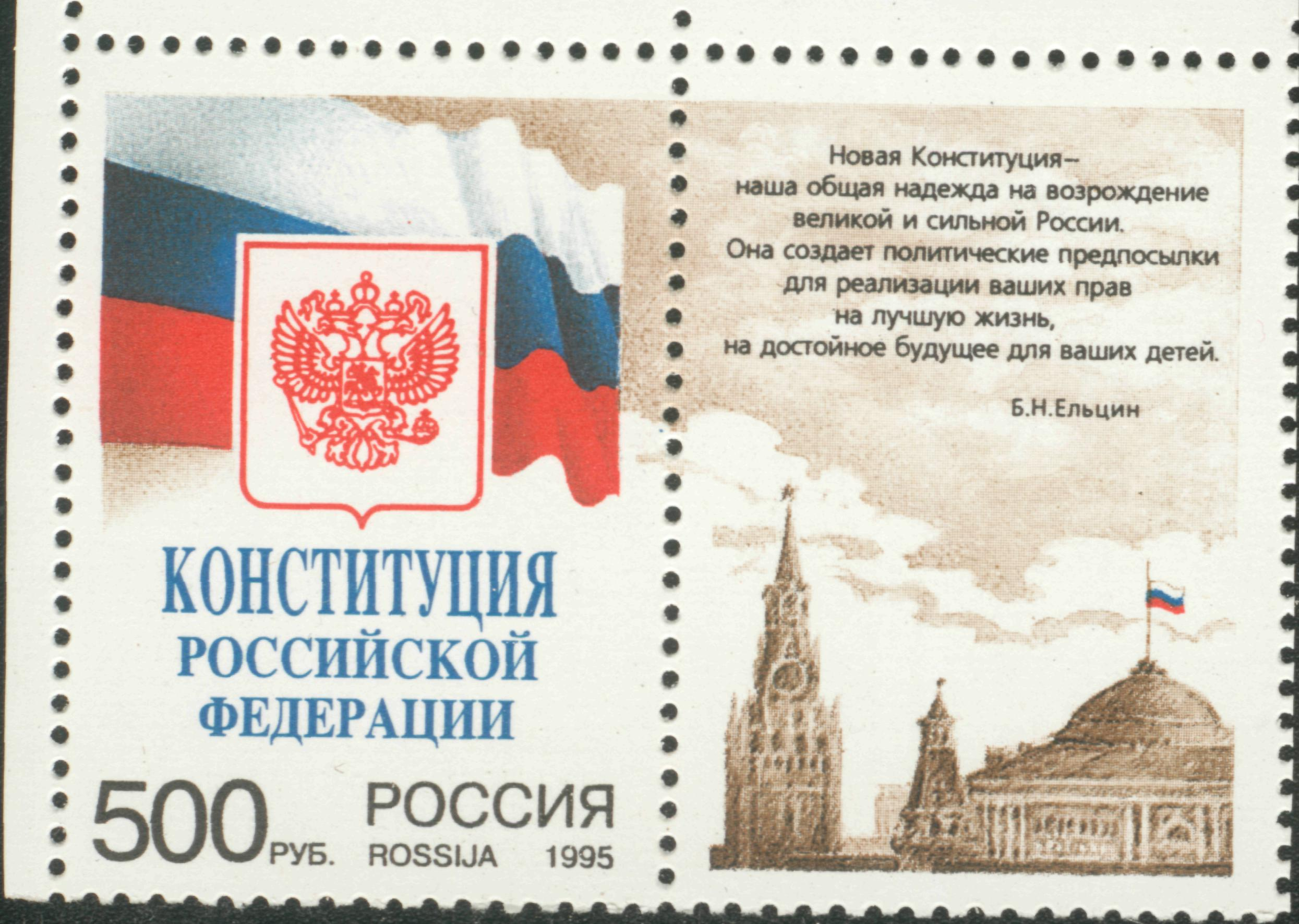
Selo postal alusivo à constituição Russa
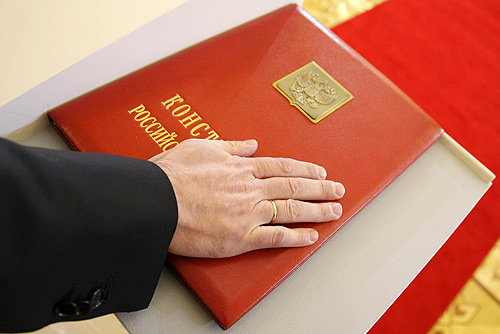
Juramento presidencial de Dmitri Medvedev em 2008
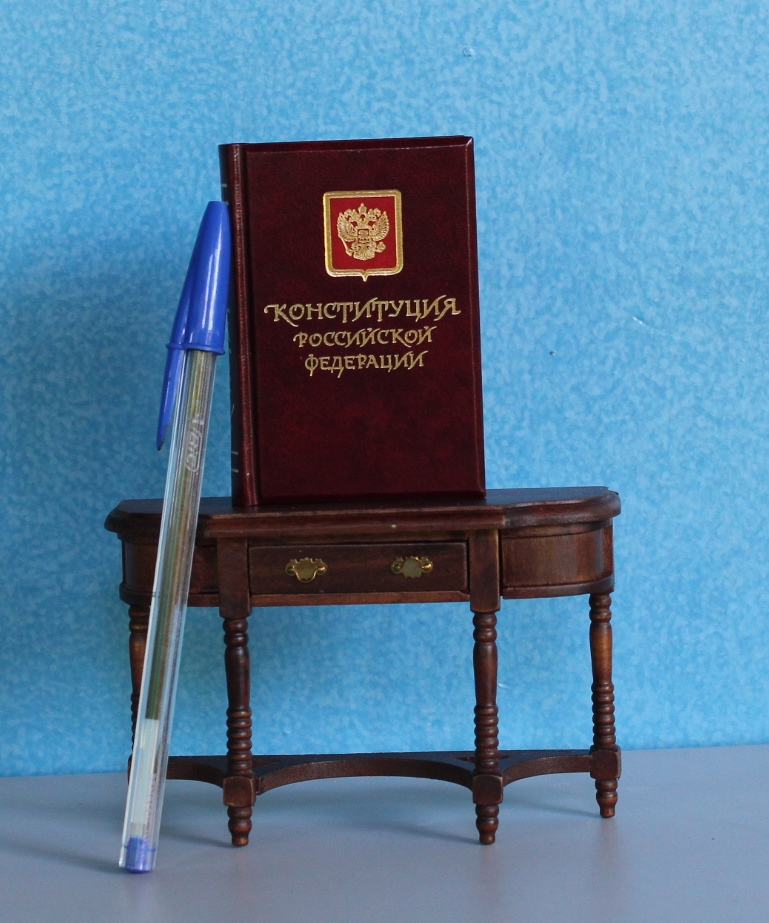
Em edição especial em formato de mini livro.

## Governo
Até 1991, a Rússia estava sob controle da União Soviética, formada por outras 14 repúblicas. Apesar de ser controlada por um governo central, a Rússia Soviética tinha um governo regional. A União Soviética tinha um sistema complexo e diferenciado de governo. O principal corpo legislativo era o Soviete Supremo da URSS, e о principal cargo executivo do país era o de Chefe da Presidência do Soviete Supremo da URSS. A nível regional, a República Socialista Federativa Soviética da Rússia, nome oficial da Rússia sob domínio soviético, tinha o seu próprio Soviete Supremo, e o seu presidente era o chefe do Executivo.
Com o fim da URSS, a Rússia herdou o sistema legislativo da RSFS da Rússia, mas o Executivo seria desmembrado dos órgãos legislativos, e o seu chefe seria nomeado Presidente da Federação Russa. A transição ocorreu durante o governo de Boris Iéltsin, que renunciou à chefia do Soviete Supremo para assumir a recém-instaurada chefia do poder Executivo. Esta separação causaria uma série de controvérsias e problemas jurídicos, sanados com a adoção da nova Constituição.

## Estrutura
A Constituição russa é dividida em um prefácio e duas seções.
- Preâmbulo
- Primeira seção
  - 1. Fundamentos da Ordem Constitucional (artigos 1-16)
  - 2. Direitos e Liberdades do Homem e do Cidadão (artigos 17-64)
  - 3. Estrutura Federativa (artigos 65-79)
  - 4. O Presidente da Federação Russa (artigos 80-93)
  - 5. A Assembleia Federal (artigos 94-109)
  - 6. O Governo da Federação Russa (artigos 110-117)
  - 7. O Poder Judiciário (artigos 118-129)
  - 8. A Gestão Local (artigos 130-133)
  - 9. Emendas Constitucionais e Revisão da Constituição (artigos 134-137)
- Segunda seção. Cláusulas finais e de revisão

## Princípios
A Constituição russa é baseada nos padrões internacionais de direitos humanos e nos princípios básicos de Estado, como neutralidade ideológica, pluralismo político, eleições e separação de poderes. A Constituição estabelece um sistema semipresidencialista, com forte poderes presidenciais, devido à grande independência usufruída pelo presidente.

### Poder Executivo
O Presidente da Federação Russa usufrui do poder primário no sistema político russo. O Presidente, que é eleito para um mandato de seis anos, é o chefe-de-estado e o Comandante Supremo das Forças Armadas da Federação Russa. Ele tem por dever determinar os "objetivos das políticas interna e externa do Estado". Apesar de o Presidente ter o direito de presidir encontros governamentais, ele não é o chefe-de-governo da Rússia. Como chefe-de-estado, o Presidente aponta os membros do governo e direciona as suas respectivas atividades. Uma emenda de 1997 definiu que o Presidente tem autoridade direta sobre os ministérios de defesa, segurança, relações exteriores e política interna.

### Poder Legislativo
As revisões, balanços e verificações do Legislativo refletem dos poderes do Soviete da Federação em examinar e portanto revisar ou rejeitar as legislações sancionadas pela Duma. Com o projeto rejeitado pelo Soviete, a Duma pode recorrer da decisão através de uma votação de 2/3. O Legislativo pode verificar o poder presidencial da Federação Russa através dos comunicados oficiais do Presidente nas duas cãmaras da Assembleia Federal, sendo o órgão responsável pela aprovação do decreto presidencial quanto a leis marciais e estado de emergência, em troca do consenso do Presidente pelo apontamento — por parte do Legislativo — do Chefe de Governo da Federação Russa, da chefia do Banco Central, do Procurador-geral, de membros da Corte Constitucional, da Suprema Corte e de demais instituições.

### Poder Judiciário
A Constituição russa defende o estabelecimento da Corte Constitucional, da Suprema Corte e de outras cortes minoritárias. Pelo fato de a Corte Constitucional ser o único órgão judiciário com a capacidade de gerir a constitucionalidade de atos legais e governamentais, ela é o mais importante segmento do Judiciário quanto à interação com os outros poderes.
Por outro lado, a Constituição impede diversos poderes em áreas da jurisdição tradicional das cortes e os repassa para o Presidente. O Presidente é o guardião da Constituição e dos direitos civis e liberdades da cidadania russa. O Presidente também garante o funcionamento coordenado dos órgãos governamentais. Tradicionalmente, o Judiciário vem sendo considerado o último poder a defender tais princípios.